# 特雷齐迪马尤
特雷齐迪马尤是巴西圣卡塔琳娜州的一个市镇。总面积161平方公里，总人口7097人，人口密度44.1人/平方公里。